# Det spelades bättre boll

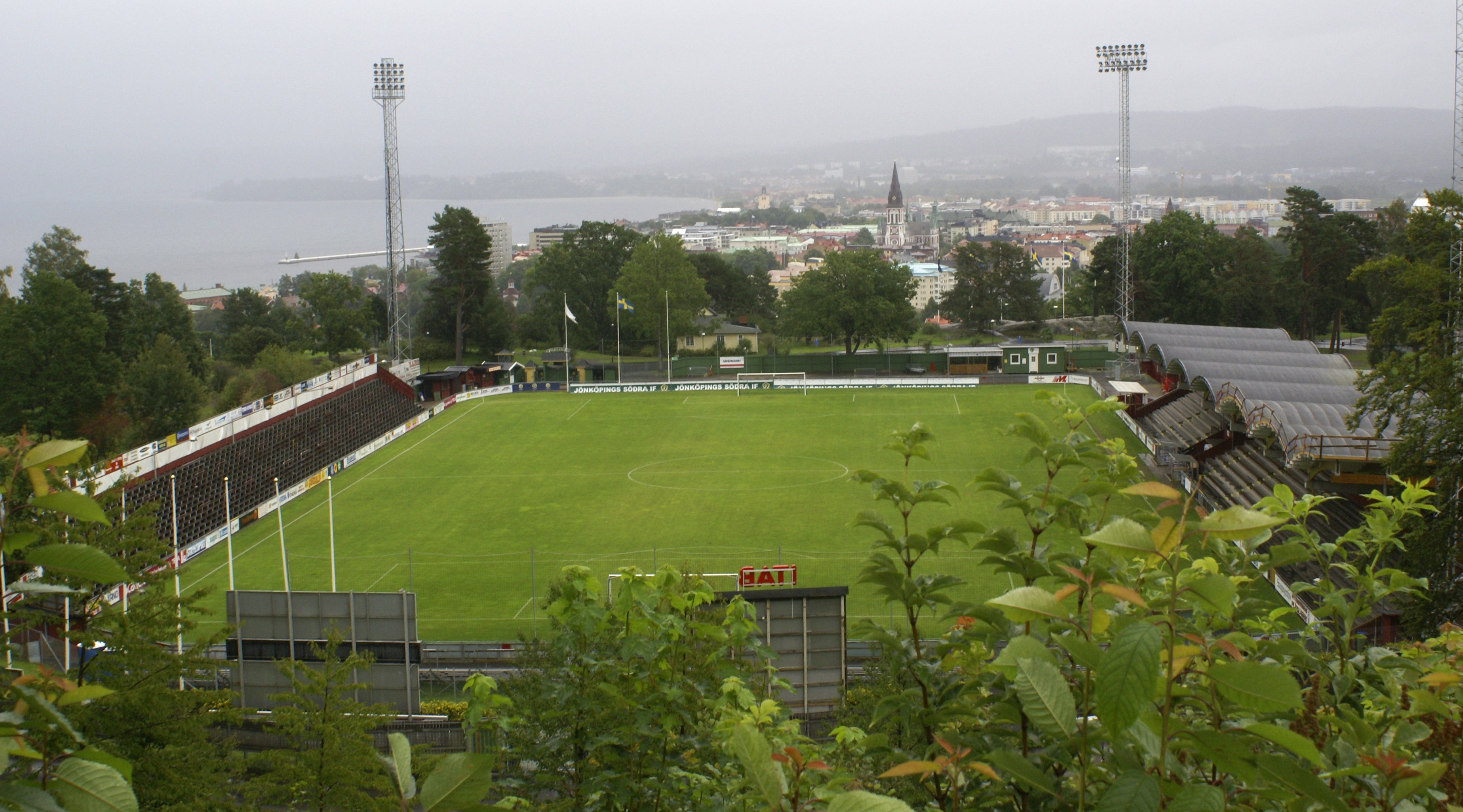
Stadsparksvallen, där den omsjungna matchen spelades 1973.

Det spelades bättre boll, skriven av Hans Dalén och Bo Åkerström, är en fotbollslåt framförd av popgruppen Torsson 1980.
Sången är en form av klagovisa över den samtida fotbollen, och handlar om en Division II-match på Stadsparksvallen i Jönköping mellan Jönköpings Södra IF och Grimsås IF den 20 maj 1973, som Grimsås IF vann med 3-1.
Melodin till låten är mestadels tagen från låten "Dynamite Woman" av Sir Douglas Quintet. Samma melodi har även använts av Gudibrallan på låten Sosse.

### Fotnoter
1. ↑  Information i Svensk mediedatabas.
2. ↑  Fotbollsextra, bilaga i Jönköpings-Posten 18 april 2000 (sidan 16-17: Jönköpings bäste fotbollsspelare)